# Campeonato nacional de Estados Unidos 1914
Lista de los campeones del Campeonato nacional de Estados Unidos de 1914:

## Senior

### Individuales masculinos
Richard Norris Williams vence a  Maurice McLoughlin, 6–3, 8–6, 10–8

### Individuales femeninos
Mary Browne vence a  Marie Wagner, 6–2, 1–6, 6–1

### Dobles masculinos
Maurice McLoughlin /  Tom Bundy vencen a  George Church /  Dean Mathey, 6–4, 6–2, 6–4

### Dobles femeninos
Mary Browne /  Louise Riddell Williams vencen a  Louise Hammond Raymond /  Edna Wildey, 10–8, 6–2

### Dobles mixto
Mary Browne /  Bill Tilden vencen a  Margarette Myers /  J. R. Rowland, 6–1, 6–4
| Predecesor: 1913                         | Campeonato nacional de Estados Unidos 1914 | Sucesor: 1915                           |
| Predecesor: Campeonato de Wimbledon 1914 | Grand Slam 1914                            | Sucesor: Campeonato de Australasia 1915 |

- Datos: Q2410192